# Peretschyn
Peretschyn (ukrainisch Перечин; russisch Перечин Peretschin, tschechisch und slowakisch Perečín bzw. älter Perečany, ungarisch Perecseny, dt. Perezindorf) ist eine Stadt in der ukrainischen Oblast Transkarpatien mit etwa 7000 Einwohnern.

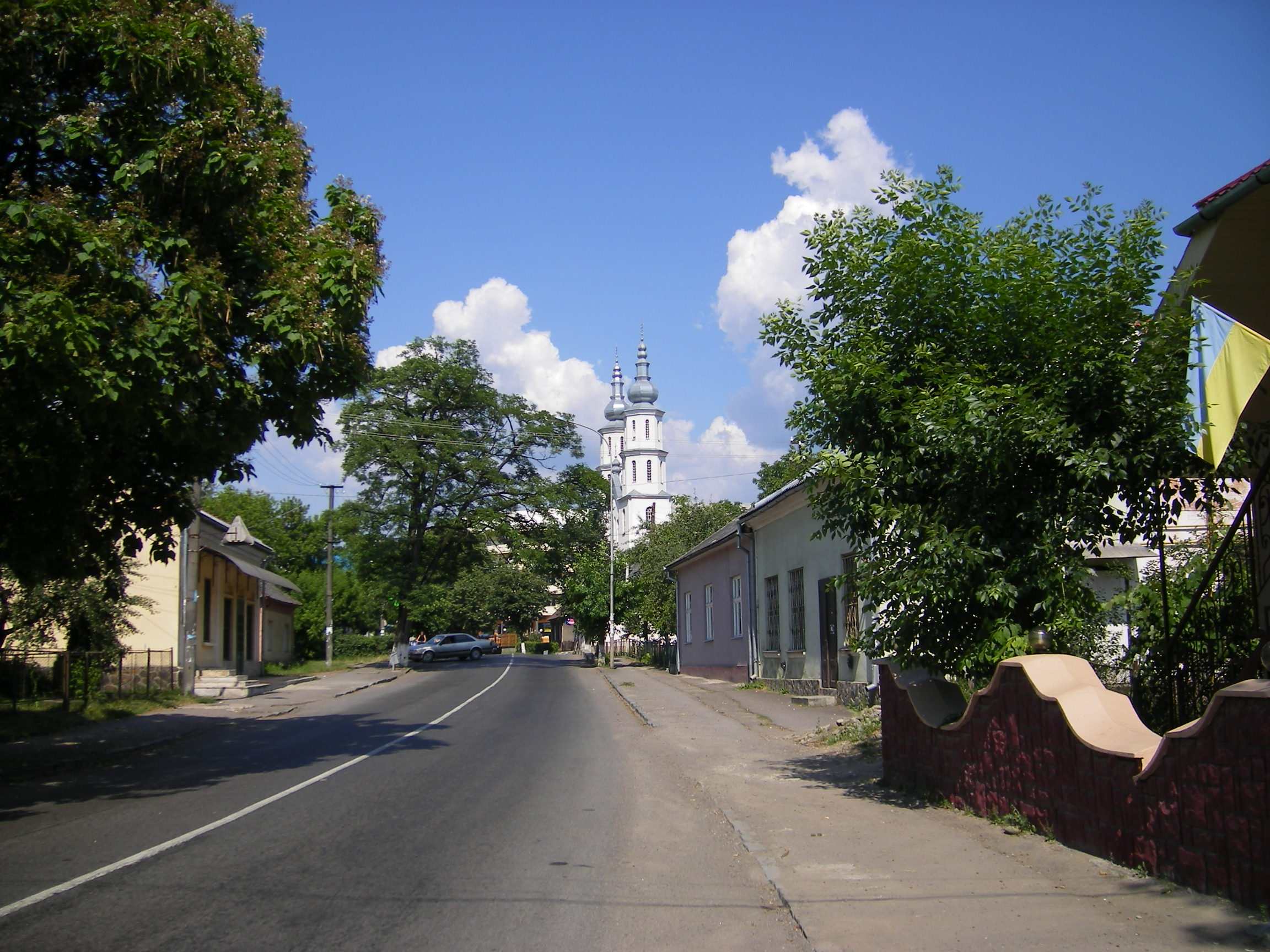
Blick in die Hauptstraße von Peretschyn

Die Stadt war bis 2020 Verwaltungssitz des Rajons Peretschyn und liegt nahe der Grenze zur Slowakei am Zusammenfluss der Usch und der Turja in den Karpaten. An Peretschyn vorbei führt die Regionalstraße R39 von Uschhorod nach Sambir, welche im Norden den Uschok-Pass überquert.
Am 11. Oktober 2016 wurde die Stadt zusammen mit 4 Dörfern zum Zentrum der neugegründeten Stadtgemeinde Peretschyn (Перечинська міська громада Peretschynska miska hromada), bis dahin bildete sie die gleichnamige Stadtratsgemeinde Peretschyn (Перечинська міська рада/Peretschynska miska rada).
Am 12. Juni 2020 wurde die Stadt ein Teil des Rajon Uschhorod, vorher war sie der Hauptort des Rajons Peretschyn.
Folgende Orte sind neben dem Hauptort Peretschyn ein Teil der Gemeinde:
| Name                     | Name       | Name                   | Name              | Name              | Name    |
| ukrainisch transkribiert | ukrainisch | russisch               | slowakisch        | ungarisch         | deutsch |
| ------------------------ | ---------- | ---------------------- | ----------------- | ----------------- | ------- |
| Saritschowo              | Зарічово   | Заречево (Saretschewo) | Záričí, Zaričov   | Drugetháza        | -       |
| Simer                    | Сімер      | Симер                  | Simir             | Ószemere          | -       |
| Simerky                  | Сімерки    | Симерки                | Simirky           | Újszemere         | -       |
| Worotschowo              | Ворочово   | Ворочево (Worotschewo) | Voročov, Voročovo | Kapuszög, Vorocsó | -       |

## Geschichte
Der Ort wurde 1427 zum ersten Mal schriftlich erwähnt und gehörte bis 1918 und 1939–1945 zu Ungarn (im Komitat Ung) und war 1918–1939/1945 als Perečany ein Teil der Tschechoslowakei. Danach kam er als Teil der Ukrainischen Sowjetrepublik zur Sowjetunion, erhielt am 30. Mai 1947 den Status einer Siedlung städtischen Typs, ist seit 1991 ein Teil der Ukraine und war bis 11. Juni 2004, als er das Stadtrecht verliehen bekam, eine Siedlung städtischen Typs.

## Persönlichkeiten
- Artur Bubnewytsch (* 1975), ukrainisch-US-amerikanischer ruthenisch griechisch-katholischer Geistlicher und ernannter Bischof der Eparchie Phoenix